# Pauline Macabies
Pauline Macabies, née le 3 mars 1986 à Chambéry, est une biathlète française licenciée à l'Étoile Sportive de Bessans.

## Carrière
Multiple médaillée chez les juniors, elle fait sa première apparition en Coupe du monde à Oslo en 2006. Elle fait son retour lors de la saison 2006-2007 et marque ses premiers points lors d'un individuel organisé à Hochfilzen en se classant 14e. Elle obtient son premier podium en relais en janvier 2008 à Oberhof.
Elle compte deux participations aux Championnats du monde en 2007 et 2008 (24e de l'individuel en 2008 est son meilleur résultat). 
Elle se retire du biathlon en 2013.

## Palmarès

### Championnats du monde
| Mondiaux \ Épreuve      | Individuel | Sprint | Poursuite | Départ en masse | Relais | Relais mixte |
| 2007 Antholz-Anterselva | -          | 44e    | 37e       | -               | -      | -            |
| 2008 Östersund          | 24e        | -      | -         | -               | -      | -            |

Légende :

 : épreuve inexistante

- : n'a pas participé à l'épreuve

### Coupe du monde
- Meilleur classement général : 49e en 2011.
- Meilleur résultat individuel : 14e place.
- 3 podiums en relais : 2 deuxièmes places et 1 troisième place.
- 1 podium en relais mixte : 1 troisième place.

#### Classements en Coupe du monde
| Saison    | Classement général final | Individuel | Sprint | Poursuite | Mass start |
| 2005-2006 | nc                       |            | nc     |           |            |
| 2006-2007 | 62e                      | 37e        | nc     | nc        |            |
| 2007-2008 | 51e                      | 28e        | 59e    | nc        |            |
| 2008-2009 | 58e                      | 49e        | 42e    | 74e       |            |
| 2009-2010 | nc                       | nc         | nc     |           |            |
| 2010-2011 | 47e                      | 49e        | 43e    | 47e       |            |
| 2011-2012 | 97e                      |            | 80e    |           |            |

### Championnats du monde junior
- Championnats du monde juniors 2006 de Presque Isle (États-Unis) :
  -  Médaille d'argent de l'individuel.
  -  Médaille d'argent au titre du relais.
- Championnats du monde juniors 2007 de Martell-Val Martello (Italie) :
  -  Médaille d'argent au titre du relais.

### Championnats d'Europe juniors
- Championnats d'Europe juniors 2006 à Langdorf (Allemagne) :
  -  Médaille d'or de l'individuel.
  -  Médaille d'argent du sprint.
  -  Médaille de bronze de la poursuite.
  -  Médaille de bronze au titre du relais.

### Coupe d'Europe juniors
- 1er du classement général et du classement de la poursuite lors de la Coupe d'Europe juniors de biathlon (saison 2005/2006).